# Lohnunternehmer

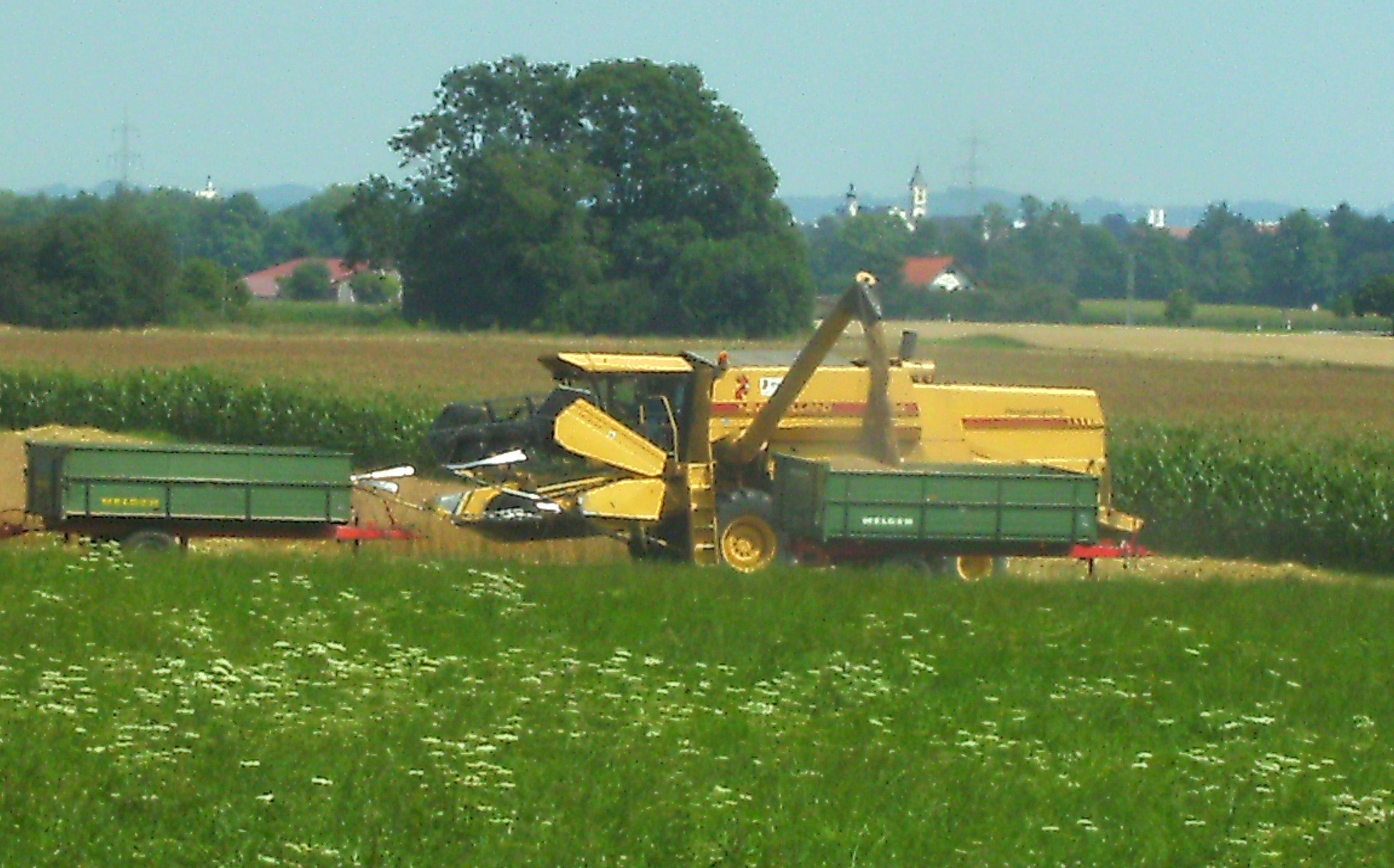
Lohnunternehmen bei der Getreideernte

Lohnunternehmer sind Unternehmer, die gewerbliche Dienstleistungen für andere Unternehmen erbringen. Der entsprechende Prozess wird als Lohnverfahren bezeichnet.
Oft wird der Begriff als Synonym für „landwirtschaftlicher Dienstleister“ oder „Dienstleister im ländlichen Raum“ verwendet. Diese erledigen gegen Rechnung verschiedenste Arbeiten vor allem in der Landwirtschaft (zum Beispiel Ernte, Düngung, Pflanzenschutz und Bodenbearbeitung), aber auch Garten- und Landschaftsbau, Tiefbau sowie Arbeiten für kommunale Auftraggeber (Gemeinde, Bundesland etc.).
Lohnunternehmer sind dabei Teil einer Wertschöpfungskette. Sie werden aber nicht Eigentümer des Gutes, an dem sie die Dienstleistung erbringen (siehe auch Werkvertrag).
Aus Sicht des Auftraggebers steht die Tätigkeit des Lohnunternehmers zwischen Eigenfertigung und Fremdbezug („Make-or-Buy“).

## Definition
Der Begriff „Lohnunternehmen“ ist nicht eindeutig definiert (zumal einige unter dem Begriff „Agro-/Agrar-Service“ firmieren). Hier die gängigsten Definitionen:
- Bundesagentur für Arbeit: „… in den Statistiken erfasst, sobald sie mindestens einen sozialversicherungspflichtig Beschäftigten haben. Sie können aber verschiedenen Wirtschaftsklassen und -unterklassen zugeordnet sein. Je nachdem, wo ihr Arbeitsschwerpunkt liegt.“
- Finanzamt: „… Betriebe, die mehr als 30 % ihres Umsatzes oder mehr als 100.000 Euro/Jahr überbetrieblich erwirtschaften.“
- Schweizerische Bundesverwaltung: „Unternehmen, das gegen Entgelt landwirtschaftliche Arbeiten für Dritte erledigt“[1]
- BLU e. V., produkt+markt: „… mitunter auch Landwirte. Lohnunternehmer, die mehr als 50 % ihres Umsatzes mit Lohndienstleistungen erbringen, werden als ‚professionelle Lohnunternehmer‘ bezeichnet.“
- Ein Landtechnik-Hersteller: „… Betriebe, die mindestens eine Maschine unseres Programms überbetrieblich einsetzen.“
- Fachzeitschrift Lohnunternehmen: „… Betriebe, die in unseren Telefoninterviews von sich selbst als Lohnunternehmer sprechen oder angeben, neben ihrem Kerngeschäft auch überbetrieblich tätig zu sein.“

## Beschreibung
Auftraggeber nutzen die Dienste von Lohnunternehmern aus einem oder mehreren der folgenden Aspekte:
- weil sie selbst nicht über die benötigten technischen Geräte verfügen,
- weil sie keine / zu wenige geeignete Arbeitskräfte oder andere benötigte Kapazitäten (z. B. Raum zur Lagerung oder Zwischenlagerung) haben,
- wenn sie Kalkulationssicherheit haben wollen.

Beispielsweise besitzen landwirtschaftliche Betriebe nur selten eigene Mähdrescher, Feldhäcksler oder andere Erntemaschinen.
Sie beauftragen daher Lohnunternehmer mit der Getreideernte oder Futterernte und oft auch mit Tätigkeiten, die in der Wertschöpfungskette darauf folgen, zum Beispiel Verladung bzw. Transport, Reinigung (zum Beispiel Rüben), Bau von Mieten.
Eine Alternative zur Beauftragung eines Lohnunternehmens ist es, sich benötigte Produktionsmittel zu mieten (juristisch inkorrekt „Maschinenverleih“ genannt) bzw. Arbeitskräfte selber zu beschaffen und die Arbeiten auf eigenes Risiko und eigene Rechnung selber durchzuführen. Einige Landwirte bilden auch Maschinengemeinschaften, in denen eine Maschine gemeinschaftlich beschafft und genutzt wird. Teilweise arbeiten Lohnunternehmer (auch Lohndruschunternehmen genannt) auch in oder für Maschinenringe.

## Deutschland

### Statistische Daten
| Anzahl der Betriebe gesamt                                          | 6.000 (± 10 %)        |
| davon Betriebe mit außerlandwirtschaftlichen Dienstleistungen       | ca. 2.500             |
| Anteil der LU-Betriebe in Niedersachsen, NRW und Schleswig-Holstein | 60 %                  |
| Mitarbeiter gesamt                                                  | ca. 29.000 bis 44.000 |
| Umsatz gesamt                                                       | 2,81 Mrd. €           |
| Investitionsvolumen/Jahr                                            | 585 Mio. €            |
| Kunden in Landwirtschaft                                            | 300.000               |
| Wichtigste Servicebereiche in der Landwirtschaft                    |                       |
| Pflanzenbau: Bestandsführung und Ernte                              | 42 %                  |
| Futterbergung, organische Düngung (Gülle/Mist)                      | 31 %                  |
| Bodenbearbeitung und Saat                                           | 25 %                  |

* (Quellen: BLU e. V., Bundesagentur für Arbeit, BMELV, Franz et al.)
Weitere Statistiken finden sich in den regelmäßigen Trend-Reports der Zeitschrift LOHNUNTERNEHMEN.

### Ausbildung
Seit 2005 gibt es den Ausbildungsberuf  Fachkraft Agrarservice (FAS), weil Lohnunternehmerverbände Bedarf für entsprechend ausgebildete Arbeitskräfte kundgetan hatten. Mittlerweile ist es sogar möglich, den Agrarservicemeister (ASM) zu erlangen.

## Verbände
Der „BLU Bundesverband Lohnunternehmen e. V.“ ist die Dachorganisation der Lohnunternehmer und deren Verbände in Deutschland. Die „Lohnunternehmer Schweiz“ sind in einem eigenen Verband organisiert. In Österreich sind die Lohnunternehmer im „Vereinigung Lohnunternehmer Österreich“ (VLÖ) organisiert.
Auf europäischer Ebene vertritt die „European Organisation of Agricultural, Rural and Forestry Contractors“ (CEETTAR) die Lohnunternehmer.

## Medien
Lohnunternehmer sind keine Landwirte oder Handelsunternehmen, sondern haben spezielle Informationsanforderungen, die vor allem von diesen Medien bedient werden (alphabetisch):
- „BLU Jahrbuch“ als Jahrbuch, für BLU-Mitglieder
- „BLU-Newsletter“ als monatlicher E-Mail Newsletter, nur für BLU-Mitglieder
- „LOHNUNTERNEHMEN“, die monatliche Fachzeitschrift für alle Lohnunternehmer mit dem Claim „So funktionieren Lohnunternehmen“, Offizielles Organ der Lohnunternehmer Berufsorganisation
- „LU-Aktuell“ als monatliche Zeitschrift des BLU, nur für BLU-Mitglieder